# Вашон (Вашингтон)
Вашон (англ. Vashon) — переписна місцевість (CDP) в США, в окрузі Кінг штату Вашингтон. Населення — 11 055 осіб (2020).

## Географія
Вашон розташований за координатами 47°24′40″ пн. ш. 122°27′18″ зх. д. / 47.41111° пн. ш. 122.45500° зх. д. (47.411191, -122.455105).  За даними Бюро перепису населення США в 2010 році переписна місцевість мала площу 209,27 км², з яких 95,63 км² — суходіл та 113,64 км² — водойми.

### Клімат
| Клімат : Вашон | Клімат : Вашон | Клімат : Вашон | Клімат : Вашон | Клімат : Вашон | Клімат : Вашон | Клімат : Вашон | Клімат : Вашон | Клімат : Вашон | Клімат : Вашон | Клімат : Вашон | Клімат : Вашон | Клімат : Вашон | Клімат : Вашон |
| Показник       | Січ.           | Лют.           | Бер.           | Квіт.          | Трав.          | Черв.          | Лип.           | Серп.          | Вер.           | Жовт.          | Лист.          | Груд.          |                |
| -------------- | -------------- | -------------- | -------------- | -------------- | -------------- | -------------- | -------------- | -------------- | -------------- | -------------- | -------------- | -------------- | -------------- |

## Демографія
Згідно з переписом 2010 року, у переписній місцевості мешкали 10 624 особи в 4606 домогосподарствах у складі 2900 родин. Густота населення становила 51 особа/км².  Було 5552 помешкання (27/км²).
Расовий склад населення:
| - 92,3 % — білих - 1,6 % — азіатів - 0,8 % — чорних або афроамериканців - 0,6 % — корінних американців - 1,2 % — осіб інших рас |

До двох чи більше рас належало 3,3 %. Частка іспаномовних становила 4,1 % від усіх жителів.
За віковим діапазоном населення розподілялося таким чином: 19,5 % — особи молодші 18 років, 62,9 % — особи у віці 18—64 років, 17,6 % — особи у віці 65 років та старші. Медіана віку мешканця становила 50,2 року. На 100 осіб жіночої статі у переписній місцевості припадало 94,1 чоловіків;  на 100 жінок у віці від 18 років та старших — 91,3 чоловіків також старших 18 років.
Середній дохід на одне домашнє господарство  становив 96 823 долари США (медіана — 71 820), а середній дохід на одну сім'ю — 115 528 доларів (медіана — 95 127). Медіана доходів становила 85 400 доларів для чоловіків та 55 248 доларів для жінок. За межею бідності перебувало 5,8 % осіб, у тому числі 10,8 % дітей у віці до 18 років та 3,3 % осіб у віці 65 років та старших.
Цивільне працевлаштоване населення становило 5336 осіб. Основні галузі зайнятості: освіта, охорона здоров'я та соціальна допомога — 24,2 %, науковці, спеціалісти, менеджери — 17,7 %, виробництво — 10,9 %, роздрібна торгівля — 8,8 %.